# Штубеј
Штубеј је врх Хомољских планина са надморском висином од 940 метара. Налази се на граници општина Кучево, Петровац и Жагубица.